# Donell Jones
Donell Jones (Chicago, 22 maggio 1973) è un cantautore statunitense.
I suoi brani più famosi sono U Know What's Up (feat. Lisa Lopes; 1999), Where I Wanna Be (2000) e la cover di Stevie Wonder Knocks Me Off My Feet (1996).

## Discografia

### Album studio
- 1996 - My Heart
- 1999 - Where I Wanna Be
- 2002 - Life Goes On
- 2006 - Journey of a Gemini
- 2009 - The Lost Files
- 2010 - Lyrics
- 2013 - Forever

### Raccolte
- 2007 - The Best of Donell Jones